# Вільнев (Во)
Вільнев або Вільньов (фр. Villeneuve) — місто-курорт  в Швейцарії у франкомовному кантоні Во, округ Егль.

## Географія
Місто розташоване у крайній східній частині узбережжя Женевського озера на відстані близько 75 км на південний захід від Берна, 28 км на південний схід від Лозанни.
Вільнев має площу 32 км², з яких на 8,2% дозволяється будівництво (житлове та будівництво доріг), 26,7% використовуються в сільськогосподарських цілях, 55% зайнято лісами, 10,1% не є продуктивними (річки, льодовики або гори).

## Історія
На античних картах Вільнев позначений як Pennelucos — «край озера». Поселення кілька разів змінювало свою назву, й лише граф Фома Савойський дав йому сучасне ім'я, яке переводиться як «нове місто» (старим містом вважався Шийонський замок). У XX ст. Вільнев обрали містом проживання письменник Ромен Роллан і австрійський художник Оскар Кокошка.

## Демографія
2019 року в місті мешкало 5763 особи (+16,9% порівняно з 2010 роком), іноземців було 40,7%. Густота населення становила 180 осіб/км².
За віковим діапазоном населення розподілялося таким чином: 22,2% — особи молодші 20 років, 61% — особи у віці 20—64 років, 16,8% — особи у віці 65 років та старші. Було 2516 помешкань (у середньому 2,3 особи в помешканні).
Із загальної кількості 2917 працюючих 42 було зайнятих в первинному секторі, 1034 — в обробній промисловості, 1841 — в галузі послуг.

## Пам'ятки
На території муніципалітету розташована вершина Роше-де-Не (фр. Rochers-de-Naye — висота 2041,90 м), куди з сусіднього міста Монтрьо йде високогірна залізниця.

## Галерея

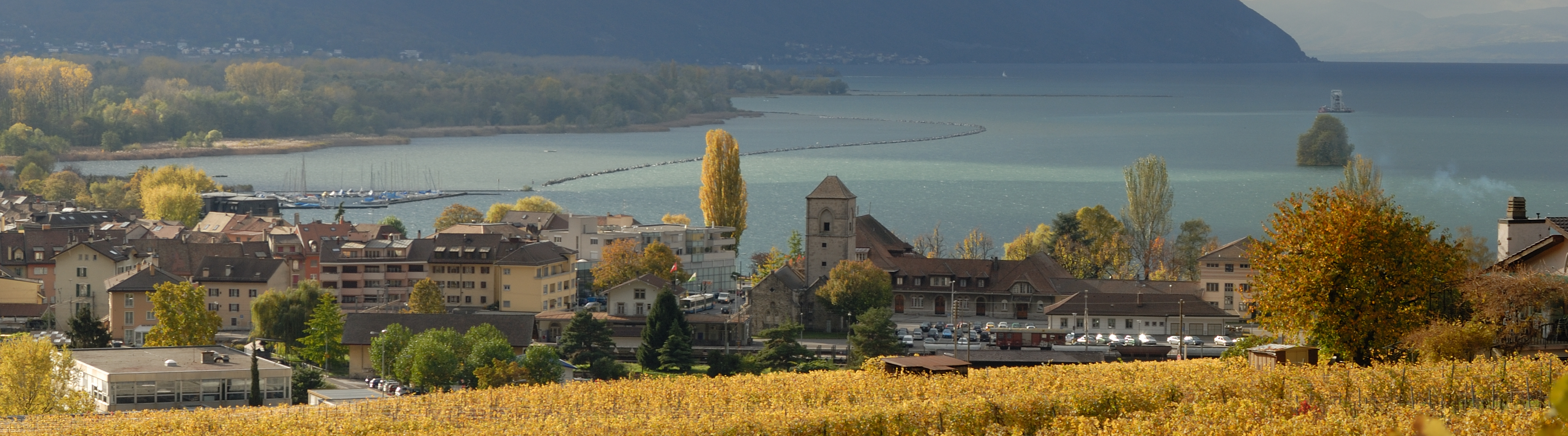
Панорама Вільньова
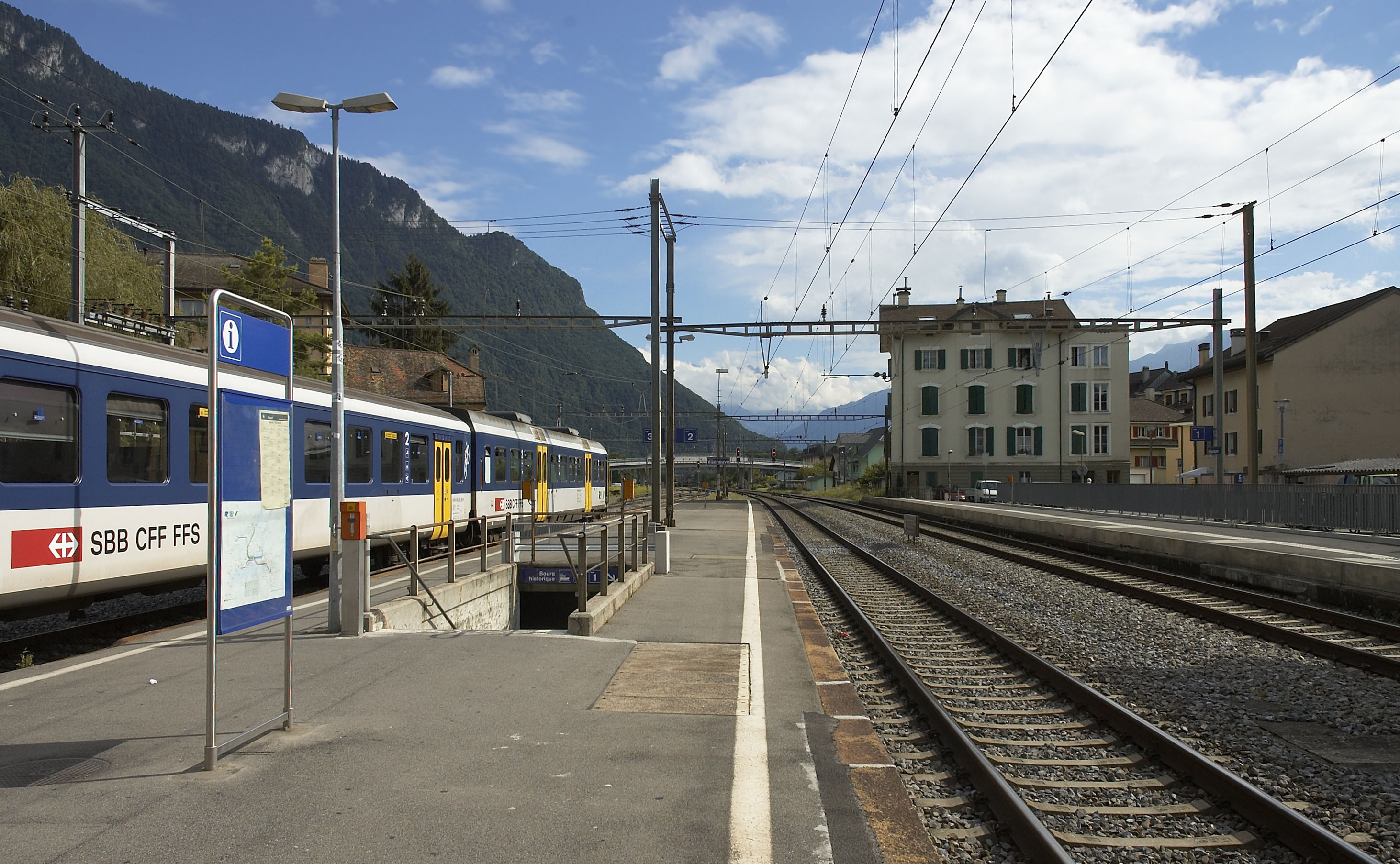
Залізнична станція Вільньова
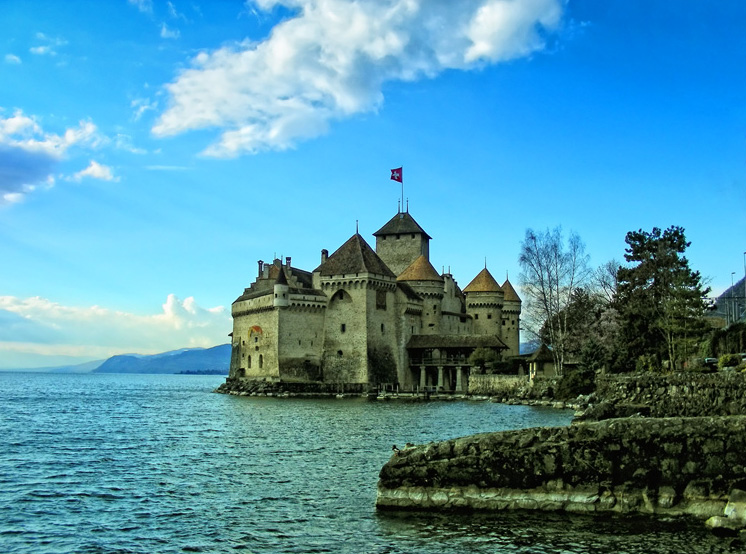
Вид Шильйонський замок зі сторони Вільньова